# Vleteren (België)
Vleteren is een gemeente in de Belgische provincie West-Vlaanderen. De landelijke gemeente telt ruim 3.500 inwoners.

## Kernen
De gemeente Vleteren is een samenstelling van drie landelijke kernen. De dorpen Westvleteren en Oostvleteren liggen naast elkaar, gescheiden door de Poperingevaart. In het zuidoosten ligt Woesten. Helemaal in het noorden van Oostvleteren, aan de IJzer, ligt het gehuchtje Elzendamme.
De dorpskernen van Oostvleteren en Woesten liggen langs de drukke verbindingsweg N8 tussen Ieper en Veurne. De gemeente telt een totale bevolking van ongeveer 3.700 inwoners, relatief gelijkmatig verdeeld over de drie deelgemeenten. Dit bevolkingsaantal is echter dalend, met een daling van ruim 10% de laatste drie decennia. Enkel in Woesten blijft het inwonersaantal op peil en dit is zo de grootste kern geworden. Het gemeentehuis staat in Oostvleteren.
| # | Naam              | Opp. (km²) | Inwoners (2020) | Inwoners per km² | NIS-code |
| - | ----------------- | ---------- | --------------- | ---------------- | -------- |
| 1 | Oostvleteren (II) | 14,12      | 1.199           | 85               | 33041A   |
| 2 | Westvleteren (I)  | 18,13      | 1.156           | 64               | 33041B   |
| 3 | Woesten (III)     | 6,33       | 1.298           | 205              | 33041C   |

De gemeente Vleteren grenst aan volgende dorpjes en steden:
| - a. Poperinge (stad Poperinge) - b. Krombeke (stad Poperinge) - c. Stavele (gemeente Alveringem) - d. Hoogstade (gemeente Alveringem) - e. Pollinkhove (stad Lo-Reninge) - f. Reninge (stad Lo-Reninge) - g. Elverdinge (stad Ieper) |

### Kaart

Vleteren, deelgemeenten en buurgemeenten. De gele gebieden zijn bebouwde kernen.

## Demografische ontwikkeling
Alle historische gegevens hebben betrekking op de huidige gemeente, inclusief deelgemeenten, zoals ontstaan na de fusie van 1 januari 1977.
- Bronnen:NIS, Opm:1831 tot en met 1981=volkstellingen; 1990 en later= inwonertal op 1 januari

| Inwoners van jaar tot jaar op 1 januari 1992 tot heden | Inwoners van jaar tot jaar op 1 januari 1992 tot heden | Inwoners van jaar tot jaar op 1 januari 1992 tot heden |
| jaar                                                   | Aantal                                                 | Evolutie: 1992=index 100                               |
| ------------------------------------------------------ | ------------------------------------------------------ | ------------------------------------------------------ |
| 1992                                                   | 3.610                                                  | 100,0                                                  |
| 1993                                                   | 3.608                                                  | 99,9                                                   |
| 1994                                                   | 3.633                                                  | 100,6                                                  |
| 1995                                                   | 3.611                                                  | 100,0                                                  |
| 1996                                                   | 3.613                                                  | 100,1                                                  |
| 1997                                                   | 3.592                                                  | 99,5                                                   |
| 1998                                                   | 3.610                                                  | 100,0                                                  |
| 1999                                                   | 3.597                                                  | 99,6                                                   |
| 2000                                                   | 3.593                                                  | 99,5                                                   |
| 2001                                                   | 3.608                                                  | 99,9                                                   |
| 2002                                                   | 3.605                                                  | 99,9                                                   |
| 2003                                                   | 3.588                                                  | 99,4                                                   |
| 2004                                                   | 3.598                                                  | 99,7                                                   |
| 2005                                                   | 3.621                                                  | 100,3                                                  |
| 2006                                                   | 3.636                                                  | 100,7                                                  |
| 2007                                                   | 3.640                                                  | 100,8                                                  |
| 2008                                                   | 3.673                                                  | 101,7                                                  |
| 2009                                                   | 3.663                                                  | 101,5                                                  |
| 2010                                                   | 3.676                                                  | 101,8                                                  |
| 2011                                                   | 3.714                                                  | 102,9                                                  |
| 2012                                                   | 3.712                                                  | 102,8                                                  |
| 2013                                                   | 3.674                                                  | 101,8                                                  |
| 2014                                                   | 3.668                                                  | 101,6                                                  |
| 2015                                                   | 3.623                                                  | 100,4                                                  |
| 2016                                                   | 3.673                                                  | 101,7                                                  |
| 2017                                                   | 3.656                                                  | 101,3                                                  |
| 2018                                                   | 3.659                                                  | 101,4                                                  |
| 2019                                                   | 3.691                                                  | 102,2                                                  |
| 2020                                                   | 3.653                                                  | 101,2                                                  |
| 2021                                                   | 3.649                                                  | 101,1                                                  |
| 2022                                                   | 3.646                                                  | 101,0                                                  |
| 2023                                                   | 3.611                                                  | 100,0                                                  |
| 2024                                                   | 3.600                                                  | 99,7                                                   |
| 2025                                                   | 3.583                                                  | 99,3                                                   |

## Politiek

### Structuur
| Vleteren         | Vleteren         | Supranationaal         | Nationaal                         | Nationaal                         | Gemeenschap               | Gewest                    | Provincie                 | Arrondissement  | Provinciedistrict | Kanton          | Gemeente        |
| ---------------- | ---------------- | ---------------------- | --------------------------------- | --------------------------------- | ------------------------- | ------------------------- | ------------------------- | --------------- | ----------------- | --------------- | --------------- |
| Administratief   | Niveau           | Europese Unie          | België                            | België                            | Vlaanderen                | Vlaanderen                | West-Vlaanderen           | Ieper           | Ieper             | Ieper           | Vleteren        |
| Administratief   | Bestuur          | Europese Commissie     | Belgische regering                | Belgische regering                | Vlaamse regering          | Vlaamse regering          | Deputatie                 | Deputatie       | Deputatie         | Deputatie       | Gemeentebestuur |
| Administratief   | Raad             | Europees Parlement     | Kamer van volksvertegenwoordigers | Kamer van volksvertegenwoordigers | Vlaams Parlement          | Vlaams Parlement          | Provincieraad             | Provincieraad   | Provincieraad     | Provincieraad   | Gemeenteraad    |
| Kiesomschrijving | Kiesomschrijving | Nederlands Kiescollege | Kieskring West-Vlaanderen         | Kieskring West-Vlaanderen         | Kieskring West-Vlaanderen | Kieskring West-Vlaanderen | Kieskring West-Vlaanderen | Kortrijk-Ieper  | Ieper             | Vleteren        | Vleteren        |
| Verkiezing       | Verkiezing       | Europese               | Federale                          | Federale                          | Vlaamse                   | Vlaamse                   | Provincieraads-           | Provincieraads- | Provincieraads-   | Provincieraads- | Gemeenteraads-  |

### Burgemeesters
De eerste burgemeesters van de gemeente na het ontstaan in 1977 was René De Meester, tot dan burgemeester van Oostvleteren. Burgemeesters van Vleteren waren:
- 1977-1982 : René De Meester
- 1983-1988 : Pierre Debergh
- 1989 : René De Meester
- 1989-2003 : Frans Boussemaere
- 2004-2009 : Willy Mostaert
- 2010-2024: Stephan Mourisse
- 2024-heden: Bram Coppein

#### 2013-2018
Burgemeester is Stephan Mourisse van de LVP. Deze partij heeft een absolute meerderheid met 7 op 13 zetels.

#### 2019-2024
Burgemeester is Stephan Mourisse van de LVP. Deze partij heeft een absolute meerderheid met 9 op 13 zetels.

#### 2024-2030
De LVP heeft vanaf december 2024 een absolute meerderheid met 11 op 13 zetels. Bram Coppein, voorheen eerste schepen, werd burgemeester van de gemeente ter vervanging van Stephan Mourisse, die stopte met politiek.

### Resultaten gemeenteraadsverkiezingen sinds 1976
| Partij               | Partij                 | 10-10-1976 | 10-10-1976 | 10-10-1982 | 10-10-1982 | 9-10-1988 | 9-10-1988 | 9-10-1994 | 9-10-1994 | 8-10-2000 | 8-10-2000 | 8-10-2006 | 8-10-2006 | 14-10-2012 | 14-10-2012 | 14-10-2018 | 14-10-2018 | 13-10-2024 | 13-10-2024 |
| Stemmen / Zetels     | Stemmen / Zetels       | %          | 15         | %          | 13         | %         | 13        | %         | 13        | %         | 13        | %         | 13        | %          | 13         | %          | 13         | %          | 13         |
| -------------------- | ---------------------- | ---------- | ---------- | ---------- | ---------- | --------- | --------- | --------- | --------- | --------- | --------- | --------- | --------- | ---------- | ---------- | ---------- | ---------- | ---------- | ---------- |
|                      | Landelijke Volkspartij | 42,98      | 8          | 44,07      | 6          | 40,72     | 6         | 44,53     | 7         | 46,3      | 7         | 48,15     | 7         | 50,54      | 7          | 62,9       | 9          | 75,4       | 11         |
|                      | Vleteren Actief        | -          |            | -          |            | -         |           | -         |           | -         |           | -         |           | -          |            | 29,9       | 4          | 24,6       | 2          |
|                      | N-VA                   | -          |            | -          |            | -         |           | -         |           | -         |           | -         |           | 13,34      | 1          | 7,9        | 0          | -          |            |
|                      | ACW1/ CVP2 / CD&V3     | 27,891     | 4          | 36,462     | 5          | 33,642    | 5         | 35,242    | 5         | 43,352    | 6         | 44,73     | 6         | 36,123     | 5          | -          |            | -          |            |
|                      | Vlaams Belang          | -          |            | -          |            | -         |           | -         |           | -         |           | 7,16      | 0         | -          |            | -          |            | -          |            |
|                      | DEMOC                  | -          |            | -          |            | -         |           | 15,88     | 1         | 10,35     | 0         | -         |           | -          |            | -          |            | -          |            |
|                      | PGV                    | -          |            | -          |            | -         |           | 4,35      | 0         | -         |           | -         |           | -          |            | -          |            | -          |            |
|                      | NIEUW                  | -          |            | -          |            | 14,16     | 1         | -         |           | -         |           | -         |           | -          |            | -          |            | -          |            |
|                      | VV                     | 15,01      | 2          | 19,47      | 2          | 11,48     | 1         | -         |           | -         |           | -         |           | -          |            | -          |            | -          |            |
|                      | Sam Ver                | 14,12      | 1          | -          |            | -         |           | -         |           | -         |           | -         |           | -          |            | -          |            | -          |            |
| Totaal stemmen       | Totaal stemmen         | 2678       | 2678       | 2608       | 2608       | 2710      | 2710      | 2639      | 2639      | 2661      | 2661      | 2795      | 2795      | 2807       | 2807       | 2665       | 2665       | 1802       | 1802       |
| Opkomst %            | Opkomst %              |            |            |            |            | 97,73     | 97,73     | 96,42     | 96,42     | 96,87     | 96,87     | 98,10     | 98,10     | 97,84      | 97,84      | 94,7       | 94,7       | 65,4       | 65,4       |
| Blanco en ongeldig % | Blanco en ongeldig %   | 3,47       | 3,47       | 3,68       | 3,68       | 3,58      | 3,58      | 3,33      | 3,33      | 3,42      | 3,42      | 3,54      | 3,54      | 4,92       | 4,92       | 4,7        | 4,7        | 2,1        | 2,1        |

De rode cijfers naast de gegevens duiden aan onder welke naam de partijen telkens bij een verkiezing opkwamen.

De zetels van de gevormde meerderheid staan vetjes afgedrukt